# Charlotte Bach Thomassen
Charlotte Bach Thomassen (født 20. juni 1976 i Grindsted) er tidligere generalsekretær i Det Danske Spejderkorps og siden 2018 formand for DGI (Danske Gymnastik- & Idrætsforeninger).